# 1787
Il 1787 (MDCCLXXXVII in numeri romani) è un anno  del XVIII secolo.

## Eventi
- Viene fatta nobile di Ferrara la famiglia Napolitano.
- Viene pubblicata la seconda edizione della Critica della ragion pura di Immanuel Kant.
- Antoine L. Lavoisier riordina la nomenclatura chimica aggiungendo i suffissi -ico, -oso, -ato, -ito, -uro e introducendo simboli geometrici per la definizione dell'elemento.
- Antonio Canova termina il gruppo scultoreo Amore e Psiche.
- Le Suore Mantellate a Firenze istituiscono il Conservatorio delle Mantellate.
- Friedrich Schiller pubblica la tragedia Don Carlos.
- Jacques Charles scopre la Legge di Charles e Gay-Lussac.
- William Herschel scopre Titania e Oberon, lune del pianeta Urano.
- Wolfgang Amadeus Mozart compone il notturno per archi n. 13 (Eine kleine Nachtmusik).
- In Sierra Leone viene fondato un primo insediamento di schiavi liberati, su iniziativa del filantropo britannico Granville Sharpe.
- 13 agosto – Inizio della seconda guerra russo-turca.
- 17 settembre – Viene completata la costituzione degli Stati Uniti d'America, entrata in vigore l'anno successivo.
- 29 ottobre – Prima rappresentazione dell'opera Don Giovanni, di Wolfgang Amadeus Mozart su libretto di Lorenzo da Ponte.
- 18 novembre – Viene fondata a Napoli la Scuola militare "Nunziatella".
- 7 dicembre – Il Delaware diventa il primo stato a ratificare la Costituzione degli Stati Uniti.

## Nati
Ci sono circa 250 voci su persone nate nel 1787; vedi la pagina Nati nel 1787 per un elenco descrittivo o la categoria Nati nel 1787 per un indice alfabetico.

## Morti

### Gennaio
- 1º gennaio - José Anastacio da Cunha, matematico portoghese (n. 1744)
- 1º gennaio - Arthur Middleton, politico statunitense (n. 1742)
- 2 gennaio - Claude-Henry Feydeau de Marville, politico, magistrato e nobile francese (n. 1705)
- 4 gennaio - Ludovico Gallina, pittore italiano (n. 1752)
- 4 gennaio - Giuseppe Federico di Sassonia-Hildburghausen, generale austriaco (n. 1702)
- 6 gennaio - Onofrio del Grillo, funzionario italiano (n. 1714)
- 8 gennaio - William Draper, generale inglese (n. 1721)
- 13 gennaio - Francesco Zugno, pittore italiano (n. 1709)
- 14 gennaio - Antonio Casali, cardinale italiano (n. 1715)
- 18 gennaio - Francesco Ladatte, scultore italiano (n. 1706)
- 28 gennaio - Giulio Cesare Colonna di Sciarra, V principe di Carbognano, principe italiano (n. 1702)

### Febbraio
- 4 febbraio - Pompeo Batoni, pittore italiano (n. 1708)
- 13 febbraio - Filippo II di Schaumburg-Lippe, sovrano tedesco (n. 1723)
- 13 febbraio - Ruggero Giuseppe Boscovich, gesuita, astronomo e matematico dalmata (n. 1711)
- 13 febbraio - Charles Gravier, politico e diplomatico francese (n. 1717)
- 15 febbraio - Vincenzo Miotti, fisico e astronomo italiano (n. 1712)
- 25 febbraio - Anton Ignaz von Fugger-Glött, vescovo cattolico austriaco (n. 1711)
- 28 febbraio - Ulrica Federica Guglielmina d'Assia-Kassel, nobildonna tedesca (n. 1722)

### Marzo
- 11 marzo - Maximilien Gardel, ballerino e coreografo francese (n. 1741)
- 12 marzo - Daniele Filippo Farsetti, letterato italiano (n. 1725)
- 12 marzo - Vicente Antonio García de la Huerta, poeta e drammaturgo spagnolo (n. 1734)
- 22 marzo - Charles de Fitz-James, militare francese (n. 1712)
- 30 marzo - Anna Amalia di Prussia, principessa, compositrice e badessa prussiana (n. 1723)

### Aprile
- 2 aprile - Francesco Saverio Clavigero, gesuita, docente e storico messicano (n. 1731)
- 2 aprile - Thomas Gage, generale britannico (n. 1719)
- 3 aprile - Tommaso Maria Ghilini, cardinale e arcivescovo cattolico italiano (n. 1718)
- 4 aprile - Francesco d'Elci, cardinale italiano (n. 1707)
- 18 aprile - Robert Shirley, VI conte Ferrers, nobile britannico (n. 1723)
- 21 aprile - Giovanni Antonio Farina, profumiere italiano (n. 1718)
- 22 aprile - Josef Starzer, compositore e violinista austriaco (n. 1728)

### Maggio
- 6 maggio - Carolina d'Orange-Nassau, principessa (n. 1743)
- 8 maggio - Antonio Brianti, architetto italiano (n. 1739)
- 10 maggio - William Watson, fisico e botanico britannico (n. 1715)
- 13 maggio - Michelangelo Simonetti, architetto italiano (n. 1731)
- 20 maggio - Giovan Gualberto Brunetti, compositore italiano (n. 1706)
- 25 maggio - Carl Gustav Jablonsky, naturalista, entomologo e illustratore tedesco (n. 1756)
- 28 maggio - Leopold Mozart, compositore e musicista tedesco (n. 1719)
- 31 maggio - Felice di Nicosia, francescano italiano (n. 1715)

### Giugno
- 4 giugno - Hugolín Gavlovič, presbitero e scrittore slovacco (n. 1712)
- 4 giugno - Augusta Elisabetta di Württemberg,  tedesca (n. 1734)
- 13 giugno - Josef Bárta, compositore e organista ceco
- 19 giugno - Sofia Elena Beatrice di Borbone-Francia, nobile francese (n. 1786)
- 20 giugno - Karl Friedrich Abel, compositore e gambista tedesco (n. 1723)
- 26 giugno - Pierre Lenfant, pittore e disegnatore francese (n. 1704)

### Luglio
- 1º luglio - Gaetano Marzagaglia, matematico e presbitero italiano (n. 1716)
- 1º luglio - Carlo di Rohan-Soubise, generale francese (n. 1715)
- 13 luglio - Ignazio Cirri, compositore, organista e presbitero italiano (n. 1711)
- 28 luglio - Antonio Baratti, incisore italiano (n. 1724)

### Agosto
- 1º agosto - Alfonso Maria de' Liguori, vescovo cattolico e compositore italiano (n. 1696)
- 5 agosto - François Francœur, compositore, direttore d'orchestra e violinista francese (n. 1698)
- 5 agosto - Marianne Santini Fabri, scrittrice e poetessa italiana (n. 1715)
- 13 agosto - Antoine-René de Voyer de Paulmy d'Argenson, politico e nobile francese (n. 1722)

### Settembre
- 5 settembre - Francesco Griselini, naturalista e botanico italiano (n. 1717)
- 7 settembre - Carlos FitzJames Stuart, IV duca di Berwick, nobile spagnolo (n. 1752)
- 20 settembre - Alexandre Bultos, attore teatrale belga (n. 1749)
- 26 settembre - Philip Phillips, arcivescovo cattolico irlandese (n. 1716)
- 27 settembre - Thomas Hay, politico scozzese (n. 1710)
- 27 settembre - Ignác František Platzer, scultore e intagliatore ceco (n. 1717)

### Ottobre
- 3 ottobre - Pietro Melchiorre Ferrari, pittore italiano (n. 1735)
- 14 ottobre - Maria Pellegrina Amoretti, giurista italiana (n. 1756)
- 16 ottobre - Raphael Tuki, vescovo cattolico egiziano (n. 1701)
- 24 ottobre - Charles Manners, IV duca di Rutland, nobile inglese (n. 1754)
- 25 ottobre - Pasquale Cafaro, compositore italiano (n. 1715)
- 26 ottobre - Franz Sigismund Adalbert von Lehrbach, diplomatico, nobile e numismatico tedesco (n. 1729)
- 28 ottobre - Johann Karl August Musäus, scrittore tedesco (n. 1735)
- 30 ottobre - Ferdinando Galiani, economista italiano (n. 1728)

### Novembre
- 2 novembre - Abramo II di Gerusalemme, arcivescovo ortodosso greco
- 2 novembre - James Douglas, I baronetto, ammiraglio, politico e nobile britannico (n. 1703)
- 3 novembre - Robert Lowth, vescovo anglicano e scrittore inglese (n. 1710)
- 10 novembre - Cristoforo Dall'Acqua, incisore e disegnatore italiano (n. 1734)
- 15 novembre - Maria Crocifissa Costantini, religiosa italiana (n. 1713)
- 15 novembre - Christoph Willibald Gluck, compositore tedesco (n. 1714)
- 15 novembre - George Ramsay, VIII conte di Dalhousie, nobile e politico inglese (n. 1730)
- 20 novembre - François-Gaston de Lévis, generale francese (n. 1719)

### Dicembre
- 6 dicembre - Yeğen Hacı Mehmed Pascià, politico e militare ottomano (n. 1726)
- 12 dicembre - Jean Valade, pittore francese (n. 1710)
- 13 dicembre - Robert Dundas il Giovane, giurista scozzese (n. 1713)
- 23 dicembre - Luisa di Borbone-Francia, principessa francese (n. 1737)
- 27 dicembre - Henrik Gerner, ingegnere e militare danese (n. 1742)

### Senza giorno specificato
- Kurt Ahmed Pascià, politico e militare albanese
- Mir Ghulam Hasan, poeta indiano
- Ernst Heinrich Abel, pittore tedesco (n. 1721)
- Carlo Amalfi, pittore italiano (n. 1707)
- Vincenzo Belli, orafo italiano (n. 1710)
- Antonio Bonetti, pittore italiano (n. 1710)
- Gian Battista Burato, pittore italiano (n. 1731)
- Valeriano Canati, poeta italiano (n. 1706)
- Henry Dillon, XI visconte Dillon,  irlandese (n. 1705)
- María Antonia Fernández, attrice teatrale spagnola (n. 1751)
- Ignazio Fiorillo, compositore italiano (n. 1715)
- Carlo Galli da Bibbiena, architetto, scenografo e pittore austriaco (n. 1728)
- Giuseppe Gay di Quarti, nobile italiano (n. 1730)
- Andrea Giganti, architetto italiano (n. 1731)
- Şahin Giray, sovrano (n. 1745)
- Carlo Graziani, violoncellista e compositore italiano
- Johann Baptist Klauber, incisore tedesco (n. 1712)
- Henry Lee II, militare e politico inglese (n. 1730)
- Francesco Lorenzi, pittore italiano (n. 1723)
- Tommaso Medin, avventuriero e traduttore italiano (n. 1725)
- Johann Friedrich von Pfeiffer, economista tedesco (n. 1718)
- Abate Pico della Mirandola, nobile e politico italiano (n. 1705)
- Beniamino Simoni, scultore italiano (n. 1712)

## Calendario
| Calendario 1787 | Calendario 1787 | Calendario 1787 | Calendario 1787 | Calendario 1787 | Calendario 1787 | Calendario 1787 | Calendario 1787 | Calendario 1787 | Calendario 1787 | Calendario 1787 | Calendario 1787 | Calendario 1787 | Calendario 1787 | Calendario 1787 | Calendario 1787 | Calendario 1787 | Calendario 1787 | Calendario 1787 | Calendario 1787 | Calendario 1787 | Calendario 1787 | Calendario 1787 | Calendario 1787 | Calendario 1787 | Calendario 1787 | Calendario 1787 | Calendario 1787 | Calendario 1787 | Calendario 1787 | Calendario 1787 | Calendario 1787 | Calendario 1787 |
| --------------- | --------------- | --------------- | --------------- | --------------- | --------------- | --------------- | --------------- | --------------- | --------------- | --------------- | --------------- | --------------- | --------------- | --------------- | --------------- | --------------- | --------------- | --------------- | --------------- | --------------- | --------------- | --------------- | --------------- | --------------- | --------------- | --------------- | --------------- | --------------- | --------------- | --------------- | --------------- | --------------- |
|                 | 1               | 2               | 3               | 4               | 5               | 6               | 7               | 8               | 9               | 10              | 11              | 12              | 13              | 14              | 15              | 16              | 17              | 18              | 19              | 20              | 21              | 22              | 23              | 24              | 25              | 26              | 27              | 28              | 29              | 30              | 31              |                 |
| Gennaio         | Lu              | Ma              | Me              | Gi              | Ve              | Sa              | Do              | Lu              | Ma              | Me              | Gi              | Ve              | Sa              | Do              | Lu              | Ma              | Me              | Gi              | Ve              | Sa              | Do              | Lu              | Ma              | Me              | Gi              | Ve              | Sa              | Do              | Lu              | Ma              | Me              |                 |
| Febbraio        | Gi              | Ve              | Sa              | Do              | Lu              | Ma              | Me              | Gi              | Ve              | Sa              | Do              | Lu              | Ma              | Me              | Gi              | Ve              | Sa              | Do              | Lu              | Ma              | Me              | Gi              | Ve              | Sa              | Do              | Lu              | Ma              | Me              |                 |                 |                 |                 |
| Marzo           | Gi              | Ve              | Sa              | Do              | Lu              | Ma              | Me              | Gi              | Ve              | Sa              | Do              | Lu              | Ma              | Me              | Gi              | Ve              | Sa              | Do              | Lu              | Ma              | Me              | Gi              | Ve              | Sa              | Do              | Lu              | Ma              | Me              | Gi              | Ve              | Sa              |                 |
| Aprile          | Do              | Lu              | Ma              | Me              | Gi              | Ve              | Sa              | Do              | Lu              | Ma              | Me              | Gi              | Ve              | Sa              | Do              | Lu              | Ma              | Me              | Gi              | Ve              | Sa              | Do              | Lu              | Ma              | Me              | Gi              | Ve              | Sa              | Do              | Lu              |                 |                 |
| Maggio          | Ma              | Me              | Gi              | Ve              | Sa              | Do              | Lu              | Ma              | Me              | Gi              | Ve              | Sa              | Do              | Lu              | Ma              | Me              | Gi              | Ve              | Sa              | Do              | Lu              | Ma              | Me              | Gi              | Ve              | Sa              | Do              | Lu              | Ma              | Me              | Gi              |                 |
| Giugno          | Ve              | Sa              | Do              | Lu              | Ma              | Me              | Gi              | Ve              | Sa              | Do              | Lu              | Ma              | Me              | Gi              | Ve              | Sa              | Do              | Lu              | Ma              | Me              | Gi              | Ve              | Sa              | Do              | Lu              | Ma              | Me              | Gi              | Ve              | Sa              |                 |                 |
| Luglio          | Do              | Lu              | Ma              | Me              | Gi              | Ve              | Sa              | Do              | Lu              | Ma              | Me              | Gi              | Ve              | Sa              | Do              | Lu              | Ma              | Me              | Gi              | Ve              | Sa              | Do              | Lu              | Ma              | Me              | Gi              | Ve              | Sa              | Do              | Lu              | Ma              |                 |
| Agosto          | Me              | Gi              | Ve              | Sa              | Do              | Lu              | Ma              | Me              | Gi              | Ve              | Sa              | Do              | Lu              | Ma              | Me              | Gi              | Ve              | Sa              | Do              | Lu              | Ma              | Me              | Gi              | Ve              | Sa              | Do              | Lu              | Ma              | Me              | Gi              | Ve              |                 |
| Settembre       | Sa              | Do              | Lu              | Ma              | Me              | Gi              | Ve              | Sa              | Do              | Lu              | Ma              | Me              | Gi              | Ve              | Sa              | Do              | Lu              | Ma              | Me              | Gi              | Ve              | Sa              | Do              | Lu              | Ma              | Me              | Gi              | Ve              | Sa              | Do              |                 |                 |
| Ottobre         | Lu              | Ma              | Me              | Gi              | Ve              | Sa              | Do              | Lu              | Ma              | Me              | Gi              | Ve              | Sa              | Do              | Lu              | Ma              | Me              | Gi              | Ve              | Sa              | Do              | Lu              | Ma              | Me              | Gi              | Ve              | Sa              | Do              | Lu              | Ma              | Me              |                 |
| Novembre        | Gi              | Ve              | Sa              | Do              | Lu              | Ma              | Me              | Gi              | Ve              | Sa              | Do              | Lu              | Ma              | Me              | Gi              | Ve              | Sa              | Do              | Lu              | Ma              | Me              | Gi              | Ve              | Sa              | Do              | Lu              | Ma              | Me              | Gi              | Ve              |                 |                 |
| Dicembre        | Sa              | Do              | Lu              | Ma              | Me              | Gi              | Ve              | Sa              | Do              | Lu              | Ma              | Me              | Gi              | Ve              | Sa              | Do              | Lu              | Ma              | Me              | Gi              | Ve              | Sa              | Do              | Lu              | Ma              | Me              | Gi              | Ve              | Sa              | Do              | Lu              |                 |